# Rietbrücke

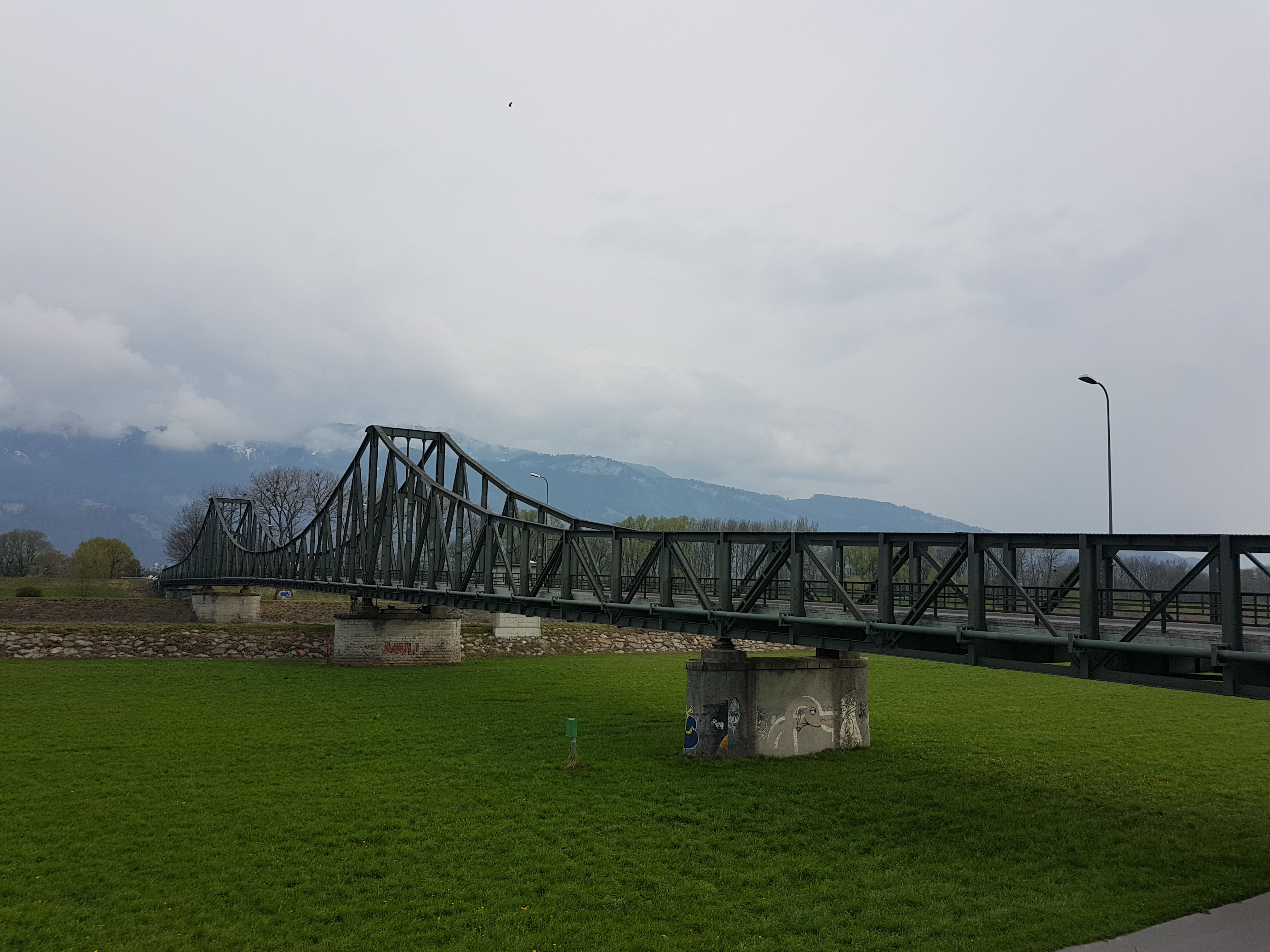
Blickrichtung Diepoldsau (Dorf)

Die Rietbrücke ist eine Strassenbrücke in der Schweizer Gemeinde Diepoldsau in dem zum Kanton St. Gallen gehörenden Teil des Rheintals.

## Geschichte
Der Bau der Rietbrücke wurde erforderlich, weil durch die neue Führung des Alpenrheins Diepoldsau (Dorf) vom bisherigen direkten Zugang von und zur Schweiz durch den Diepoldsauer-Durchstich abgetrennt wurde und nun zwischen dem Alten Rhein und dem neuen Rhein wie eine Insel liegt.

## Lage
Der Ort Diepoldsau liegt am Westufer des Alten Rheins, der dort in einer nach Osten ausholenden Schleife verläuft und die Landesgrenze zu Österreich bildet. Seit dem Diepoldsauer Rheindurchstich im Zuge der Rheinregulierung liegt der Ort jedoch am Ostufer des 1923 neu angelegten, begradigten und kanalisierten Alpenrheins.
Die Brücke ist, neben der grösseren Rheinbrücke Diepoldsau an der Tramstrasse, die zweite Verbindung zwischen Diepoldsau und dem Hauptland der Schweiz. Sie liegt in der Verlängerung der Oberrieterstrasse. Die frühere Rheinbrücke Diepoldsau, die von 1913 bis 1985 bestand (auch: Trambrücke genannt), sah der Rietbrücke sehr ähnlich. Die weiter flussabwärts zwischen Widnau und Lustenau liegende Wiesenrainbrücke wurde in einer ähnlichen Bauform errichtet und besteht noch.

## Beschreibung
In den Jahren 1912 bis 1914 wurde diese Stahlfachwerkbrücke gebaut. Es handelt sich dabei um eine Stahl-Fachwerkbrücke mit durchlaufendem Träger über fünf Felder und mit untenliegender Fahrbahn für zwei- und einspurige Fahrzeuge sowie Fussgänger. Die Pfeiler sind aus Stahlbeton, von denen einer im Alpenrhein steht.
Die nächste flussabwärts liegende Rheinbrücke (nach Diepoldsau, Trambrücke) ist nordöstlich etwa 900 Meter Luftlinie entfernt. Die nächste flussaufwärts liegende Brücke über den Alpenrhein befindet sich südwestlich etwa 3,5 km entfernt bei Kriessern. Etwa 2 km ostwärts entfernt befindet sich die Paul-Grüninger-Brücke über den Alten Rhein beim Grenzübergang nach Hohenems, Österreich. Vom Zentrum von Diepoldsau ist die Rietbrücke westwärts gelegen rund 1000 Meter Luftlinie entfernt.
Die Brücke ist für ein maximales Gewicht von 16 Tonnen zugelassen, für Pkw zweispurig befahrbar, für Lkw und Zugmaschinen nur einspurig. Die Brücke hat eine Länge von 258 Meter und eine Breite von 6,3 Meter. Die Weiten zwischen den Stützpfeilern betragen: 28,6 - 49,3 - 92,5 - 49,3 - 28,6 Meter.
Bei der Rietbrücke befindet sich eine Hochwassermessstelle und Grundwassermessstelle, mit welcher der Alpenrhein permanent vom Bundesamt für Umwelt (BAFU) überwacht wird.

## Verkehrsbelastung
Die Rietbrücke wird am Tag von etwa 3000 zweispurigen Kraftfahrzeugen passiert. Dabei ist etwa ein Drittel Durchgangsverkehr und zwei Drittel lokaler Verkehr durch die Wohnbevölkerung. Nach dem Gesamtverkehrskonzept Diepoldsau vom 4. Februar 2012 soll über die Rietbrücke keine weitere Verkehrsbelastung erfolgen.

## Filmaufnahmen
Die Rietbrücke war für die Spielfilme Das Boot ist voll und Akte Grüninger Kulisse. Für den Spielfilm Heimatland am 5. Dezember 2014 wurde sie für die Schlussszene verwendet. Rund 200 Statisten und 30 Autos säumten für diesen Film die Brücke und stellten dar, wie die Schweizer Bevölkerung aus Angst vor einem gewaltigen Sturm das Land verlassen will, an der Grenze aber von einer ausländischen Militärblockade gestoppt wird. Dargestellt wurde unter anderem, wie dies zu einer Hektik unter den flüchtenden Menschen führte.